# Grosvenor Bridge (Chester)
Die Grosvenor Bridge ist eine Straßenbrücke über den River Dee, die die Altstadt  von Chester im Zuge der Grosvenor Road mit ihren südlichen Vororten und den Ort über die A 483 mit Swansea in Wales verbindet. 

## Beschreibung
Die Steinbogenbrücke ist insgesamt rund 100 m lang und 9 m breit. Sie hat eine Fahrbahn und einen Gehweg in jeder Richtung. Auf den Brüstungsmauern sind je drei Kandelaber angebracht. 
Die Brücke besteht aus einem mächtigen Segmentbogen mit einer Spannweite von 61 m (200 ft) zwischen je einem 10 m breiten Pfeiler auf beiden Seiten des Flusses, der über zwei kleine Rundbögen über die Uferstraßen mit den Widerlagern am Ufer verbunden ist. Die Widerlager wurden auf der nördlichen Seite direkt auf dem Sandstein des Flussufers gegründet, auf der südlichen Seite auf einer auf Pfahlrosten gebauten Steinplatte. Der große Bogen besteht aus zwei Lagen heller Sandsteinblöcke, über denen sich zwei Lagen aus flachen dunkleren Sandsteinquadern befinden. Die etwas zurückgenommenen Zwickel haben innen Hohlräume, um den Bogen nicht übermäßig zu belasten. Das Äußere der Brücke ist in dem klassizistischen Stil ihres Planers Thomas Harrison gestaltet, der durch einen langen Aufenthalt in Italien geprägt war.  
Zur Zeit ihrer Fertigstellung hatte die Brücke die größte Spannweite aller gemauerten Steinbogenbrücke weltweit, bis sie 1864 von der Union Arch Bridge im Washington Aqueduct übertroffen wurde. Sie hat nach wie vor die größte Spannweite aller Steinbogenbrücken in Großbritannien.
Die Brücke wurde von English Heritage als Grade I building unter Denkmalschutz gestellt.

## Geschichte
Chester, seinerzeit einer der bedeutendsten englischen Häfen und Schiffsbauzentren, hatte Anfang des 18. Jahrhunderts nur eine überlastete Brücke, scheute aber die enormen Ausgaben für einen Neubau. Als Thomas Telford 1815 den Auftrag erhielt, eine Straße von Shrewsbury nach Holyhead auf Anglesey zu bauen, wodurch der lukrative Handelsverkehr mit Irland an Chester vorbeigeflossen wäre, berief man 1818 eine Kommission ein, die sich für einen Neubau aussprach und den damals schon 74-jährigen Thomas Harrison mit ersten Planungen beauftragte. Da der Fluss damals noch schiffbar war, musste die Brücke einen hohen Bogen als Durchlass für die Masten der Segelschiffe haben. Es dauerte aber dennoch bis zum 1. Oktober 1827, als Robert Grosvenor, 1. Marquess of Westminster den Grundstein legte. Der schon 83 Jahre alte Harrison überließ die Bauüberwachung seinem Schüler William Cole; die Ausführung unternahm der bekannte Baumeister James Trubshaw. Die feierliche Eröffnung der noch nicht ganz fertiggestellten Brücke erfolgte am 17. Oktober 1832 durch Princess Victoria of Saxe-Coburg-Saalfeld, Duchess of Kent und ihre dreizehn Jahre alte Tochter Prinzessin Alexandrina Victoria of Kent, der späteren Königin Victoria, die sich zur Taufe einer Tochter aus dem Hause Westminster in Eaton Hall in der Nähe von Chester aufhielten. Die tatsächliche Fertigstellung erfolgte im November 1833, so dass die Brücke im Januar 1834 dem Verkehr übergeben werden konnte. Seitdem hat die Brücke den wachsenden Verkehrslasten ohne besondere Reparaturen standgehalten.